# Gendün Chökyi Nyima

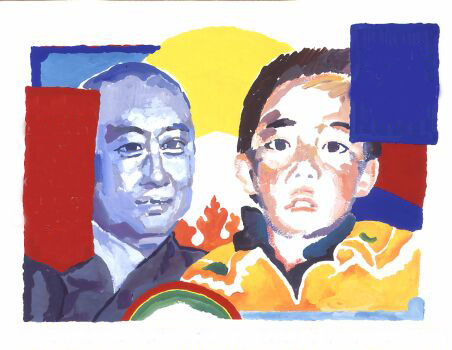
X - XI Panchen Lama, Claude-Max Lochu

Gendün Chökyi Nyima (Lhari (Nagchu), 25 april 1989) is, volgens de regering van Tibet in ballingschap, de 11e reïncarnatie van de pänchen lama. Hij werd in de gemeente Lhari, Tibet geboren en werd op 4 mei 1995 door de veertiende dalai lama Tenzin Gyatso benoemd. Volgens de regering van de Tibetaanse Autonome Regio is Gyancain Norbu de 11e pänchen lama. De controverse over de erkenning van de elfde pänchen lama wordt ook wel pänchen lama-controverse genoemd.
Na het onverwachte overlijden van de 10e pänchen lama werd de zoektocht naar zijn reïncarnatie een politieke controverse. Chadrel Rinpoche, het hoofd van de zoektocht had in het geheim contact met de dalai lama. Toen de dalai lama aankondigde dat Gendun Chögyi Nyima was aangewezen, werd Chadrel Rinpoche gearresteerd en vervangen door Sengchen Lobsang Gyaltsen, hetgeen vreemd was, want Sengchen was een politieke tegenstander van de vorige pänchen lama. De nieuwe zoektocht negeerde de aankondiging van de dalai lama en koos de pänchen lama uit een lijst van finalisten waar Gendün Chökyi Nyima niet bij zat. De methode die gebruikt werd, was door een lot te trekken uit een Gouden urn. Gyancain Norbu werd door China op 11 november 1995 uitgeroepen als pänchen lama. Deze traditie werd in 1792 door de keizer van China toegepast bij een vorige controverse.
Vlak na de erkenning van Gendün Chökyi Nyima als 11e pänchen lama werd hij op 17 mei 1995 op zesjarige leeftijd door de Chinese autoriteiten ontvoerd. Sindsdien is er niets meer van hem en zijn ouders vernomen. Volgens de Chinese regering zit hij gewoon op school en wordt zijn locatie uit privacyoverwegingen niet vrijgegeven.